# 10e régiment d'infanterie légère
Le 10e régiment d'infanterie légère (10e léger) est un régiment d'infanterie légère de l'armée française créé sous la Révolution à partir du bataillon de chasseurs du Gévaudan, un régiment français d'Ancien Régime lui-même issu du régiment de chasseurs à cheval du Gévaudan.
En 1854, il est transformé et prend le nom de 85e régiment d'infanterie.

## Création et différentes dénominations
- 1788 : Formation des Chasseurs du Gévaudan à partir de compagnies d'infanterie attachées au régiment de chasseurs à cheval du Gévaudan
- 1791 : renommé 10e bataillon de chasseurs.
- 1794 en France : devient la 10e demi-brigade légère de première formation
- 20 février 1796 : transformé en 10e demi-brigade légère de deuxième formation
- 1803 : renommée 10e régiment d'infanterie légère.
- 16 juillet 1815 : comme l'ensemble de l'armée napoléonienne, il est licencié à la Seconde Restauration
- 11 août 1815 : création de la légion de la Corse.
- 1820 : renommée 10e régiment d'infanterie légère.
- En 1854, l'infanterie légère est transformée, et ses régiments sont convertis en unités d'infanterie de ligne, prenant les numéros de 76 à 100. Le 10e régiment d'infanterie légère prend le nom de 85e régiment d'infanterie de ligne.

## Historique du10eléger
- 1814 : Campagne de France
  - 14 février 1814 : Bataille de Vauchamps

- 1830 : Une ordonnance du 6 septembre créé le 3e bataillon du 10e léger[1]

- 1831-1836 : Conquête de l'Algérie par la France
  - 2 octobre 1832 : Combat de Boufarik

## Personnalités ayant servi au régiment
- Général Pierre Berthezène en tant que colonel, au 10e régiment d'infanterie légère

## Sources et bibliographie
- Histoire de l'armée et de tous les régiments volume 4 par Adrien Pascal
- Nos 144 Régiments de Ligne par  Émile Ferdinand Mugnot de Lyden
- Le 10ème Régiment d'Infanterie Légère 1797-1815 sur frederic.berjaud.free.fr
- Les liens externes cités ci-dessous